# فرانك بيرس
فرانك بيرس (بالإنجليزية: Frank Pearce)‏ هو لاعب كرة قاعدة أمريكي، ولد في 30 مارس 1860، وتوفي في 13 نوفمبر 1926.

## وصلات خارجية
- فرانك بيرس على موقعبيزبول رفرنس.كوم (الدوري الرئيسي) (الإنجليزية)